# Marvel Snap
Marvel Snap — відеогра 2022 року в жанрі стратегічної колекційної карткової гри, розроблена Second Dinner і видана Nuverse для Android, iOS, macOS і Microsoft Windows 18 жовтня 2022 року після бета-тестування. У проєкті представлені безліч персонажів всесвіту Marvel.

## Ігровий процес
У кожного гравця є колода з 12 карт. На кожній карті зображений персонаж Marvel з певною вартістю, рівнем сили та спеціальним умінням, якщо воно є. На початку кожного раунду гравці одночасно кладуть по одній карті або більше сорочкою донизу на одну з трьох локацій. Локації призначаються випадковим чином для кожного матчу, кожна локація має унікальний ефект. Наприкінці кожного раунду карти розкриваються, і спеціальні здібності карт спрацьовують. Той, хто має найбільшу силу на певній локації, виграє цю локацію. Мета гри — виграти дві з трьох локацій. Зазвичай гра триває шість раундів, кожен з яких дає все більше «енергії» для розіграшу більш потужних карт.

## Монетизація
Гра працює за моделлю free-to-play з мікротранзакціями для придбання ігрової валюти, скінів та бойової перепустки.

## Розробка
Marvel Snap — дебютна гра від ігрової компанії Second Dinner, студії розробки ігор, заснованої колишніми розробниками Hearthstone Беном Бродом, Йоном Ву та Гамільтоном Чу. 31 січня 2023 року Second Dinner додала до Marvel Snap режим битви, який дозволяє проводити приватні ігри з друзями.